# Ákos Buttykay
Ákos Butterkay (født 22. juli 1871 i Halmi, Rumænien - død 26. oktober 1935 i Debrecen, Ungarn) var en ungarsk komponist, pianist, dirigent og lærer.
Butterkay studerede klaver og komposition privat, og var klaverlærer på Franz Liszt Musikkonservatoriet i Budapest (1907-1923). Han har skrevet to symfonier, orkesterværker, operetter, et symfonisk digt, kammermusik, klaverstykker og sange etc. Butterkay var også lder af Operahuset i Budapest, og dirigerede i sin tid mange ungarske symfoniorkestre.

## Udvalgte værker
- Symfoni nr. 1 (i C-mol) (1900) - for orkester
- Symfoni nr. 2 "Salammbo" (i D-mol) (1905) - for orkester
- Festlighederne (symfonisk digtning) (1905) - for orkester
- Fantasi (1896) - for klaver og orkester
- Græsk Planet (1905) - operette
- Kyllingekongen (1907) - operette